# Westerly
Westerly és una població dels Estats Units a l'estat de Rhode Island. Segons el cens del 2000 tenia 22.866 habitants.

## Demografia
Segons el cens del 2000, Westerly tenia 17.682 habitants, 7.346 habitatges, i 4.657 famílies. La densitat de població era de 427,5 habitants per km².
Dels 7.346 habitatges en un 28,7% hi vivien nens de menys de 18 anys, en un 48,4% hi vivien parelles casades, en un 11,1% dones solteres, i en un 36,6% no eren unitats familiars. En el 30,6% dels habitatges hi vivien persones soles el 13,5% de les quals corresponia a persones de 65 anys o més que vivien soles. El nombre mitjà de persones vivint en cada habitatge era de 2,36 i el nombre mitjà de persones que vivien en cada família era de 2,97.
Per edats la població es repartia de la següent manera: un 22,7% tenia menys de 18 anys, un 7,3% entre 18 i 24, un 29,8% entre 25 i 44, un 22,3% de 45 a 60 i un 17,9% 65 anys o més.
L'edat mediana era de 39 anys. Per cada 100 dones de 18 o més anys hi havia 88,3 homes.
La renda mediana per habitatge era de 42.860 $ i la renda mediana per família de 53.130 $. Els homes tenien una renda mediana de 37.213 $ mentre que les dones 26.096 $. La renda per capita de la població era de 23.180 $. Aproximadament el 4,3% de les famílies i el 6,8% de la població estaven per davall del llindar de pobresa.

## Poblacions més properes
El següent diagrama mostra les poblacions més properes.